# Petit-Bersac
Petit-Bersac ist eine französische Gemeinde mit 187 Einwohnern (Stand 1. Januar 2022) im Département Dordogne in der Region Nouvelle-Aquitaine (vor 2016: Aquitanien). Die Gemeinde gehört zum Arrondissement Périgueux und zum Kanton Ribérac.
Der Name in der okzitanischen Sprache lautet Pitit Braçac. Der Namensteil „Braçac“ leitet sich von einem Landgut ab, das in gallorömischer Zeit einem „Bercius“ gehörte, dessen Namen vielleicht gallischen Ursprungs ist. Der Zusatz „Petit“ (deutsch klein) dient zur Unterscheidung vom Namen der Gemeinde Grand-Brassac, die sich weiter östlich im Département befindet.
Die Einwohner werden Bersacois und Bersacoises genannt.

## Geographie
Petit-Bersac liegt ca. 40 km westlich von Périgueux in der Region Ribéracois der historischen Provinz Périgord an der westlichen Grenze zum benachbarten Département Charente.
Umgeben wird Petit-Bersac von den Nachbargemeinden:
| Nabinaud (Charente) | Saint-Séverin (Charente)                    |                           |
| Laprade (Charente)  | Kompassrose, die auf Nachbargemeinden zeigt | Bourg-du-Bost Chassaignes |
|                     | Saint Privat en Périgord                    |                           |

Petit-Bersac liegt im Einzugsgebiet des Flusses Dordogne am linken Ufer der Dronne, einem Nebenfluss der Isle. Sie bildet die natürliche Grenze zu den nördlichen und westlichen Nachbargemeinden und in diesem Gebiet zwischen den Départements Dordogne und Charente.
Nebenflüsse der Dronne durchqueren das Gebiet der Gemeinde,
- der Vindou,
- der Pauly und der
- Ruisseau de Muret.[4]

## Geschichte

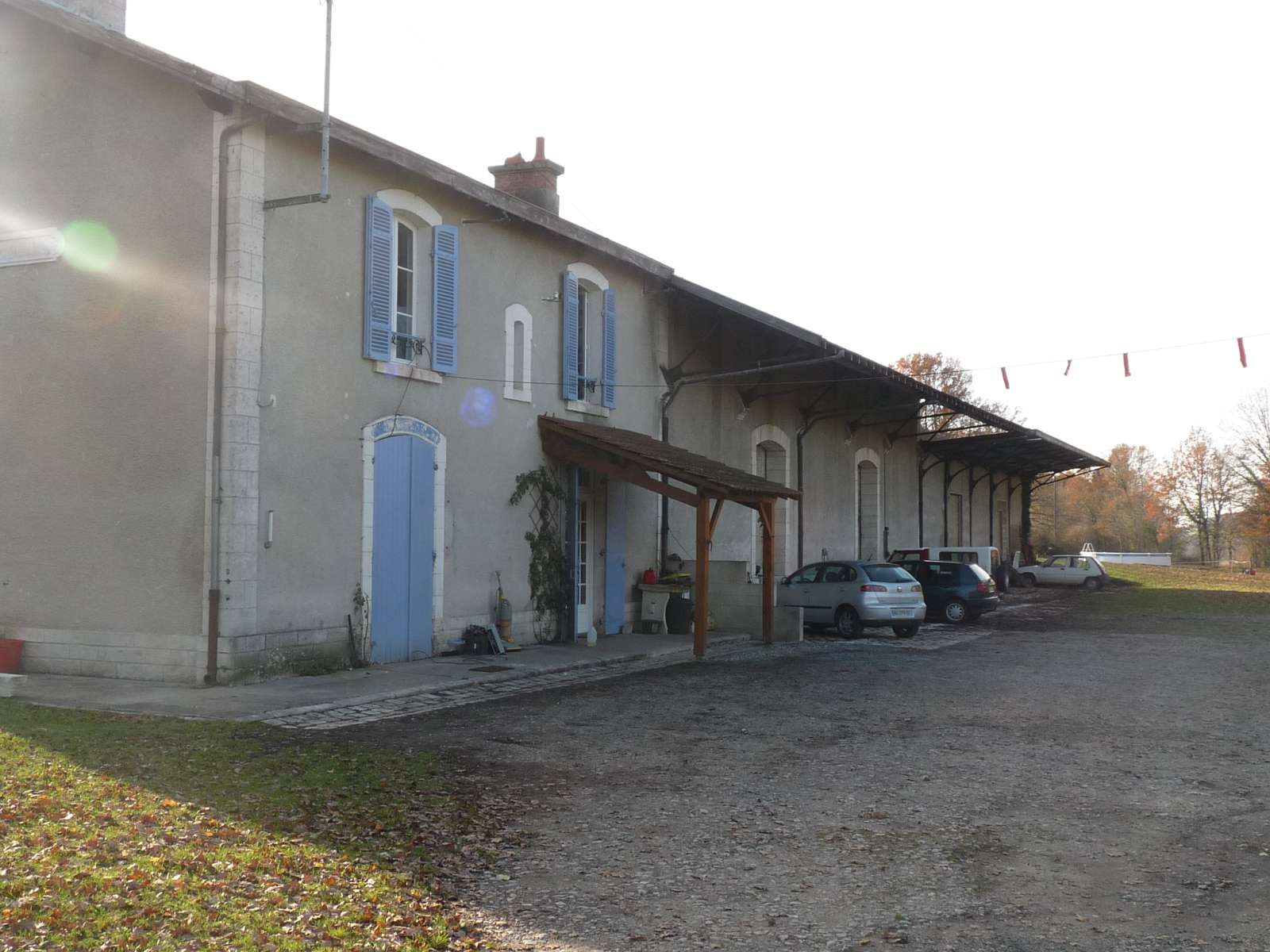
Ehemaliger Bahnhof

Es gibt zahlreiche Spuren einer Besiedelung in gallorömischer und merowingischer Zeit, insbesondere einer Villa, ferner von Gräben für Opfergaben, von Brunnen zur Bestattung von Toten und einem Aquädukt. Eine bedeutende Straße überquerte die Dronne über Furten an zwei Stellen, flussaufwärts beim Weiler Chaboin, flussabwärts beim Weiler Vigéraud. Dieser Weg war bereits in vorrömischer Zeit erwähnt und verlieh dem Ort eine bevorzugte Lage, die eine gewisse Bevölkerungsdichte von der Antike bis zum Mittelalter erklärt. Zwischen den Weilern Graulaud und Gravette wurde 1971 ein merowingischer Brunnen zur Bestattung von Toten gefunden, der eine große Vielfalt von Fragmenten von Vasen enthielt. Etwa 300 m von dieser Fundstelle entfernt entdeckte man im März 1973 die ersten von insgesamt 18 Sarkophage, in denen außer schlecht erhaltenen Skeletten ein Sax, ein Dolchmesser, eine Fibel, ein Perlenarmband und zwei Gurtschlösser aus Bronze geborgen werden konnten. In der Nähe wurden außerdem eine Franziska, ein Dorn zum Schließen eines Gurts und eine weitere Fibel gefunden. Die gesamten Fundstücke lassen eine Datierung der Gräber auf die zweite Hälfte des siebten Jahrhunderts zu. Das Dorf war in der Folge im Besitz der Hospitaliter, deren Präsenz im ganzen Gebiet sehr ausgeprägt war. Im 19. Jahrhundert gehörte der Ort zur Kastellanei von Ribérac.

### Toponymie
Toponyme und Erwähnungen von Petit-Bersac waren:
- Bersacum (1369, Schriftensammlung des Abbé de Lespine),
- Le Petit Brassac (1750, Karte von Cassini),
- Petit Brassac (1785, Karte von Belleyme),
- Bersac (1793, Notice Communale),
- Petit-Bersac (1801, Bulletin des Lois),
- Le Petit-Bersat (1873, Dictionnaire topographique du département de la Dordogne).[8][9][7]

### Wappen

Wappen der Gemeinde Petit-Bersac

Das Wappen lässt sich folgendermaßen interpretieren. Der weiße Balken symbolisiert die geografische Lage an der Grenze der Départements und gleichzeitig zwischen den Verbreitungsgebieten der okzitanischen Sprache und den Langues d’oïl. Die Brücke, an der man drei Bögen erkennen kann und die einen blauen Fluss überquert, stellt die Dronne, die natürliche Grenze, dar. Sie wird durch eine Steinschüttung verlängert. Auf diese steht eine weiße Säule mit einer gelben Basis und einem gelben Kapitell, die auf über 2000-jährige Alter des Ortes und auf die Relikte hinweist, die dieses Alter belegen. Die drei gelben, blau gewaffneten, gezungten und ebenso gekrönten Löwen zeigen, dass Petit-Bersac zum Périgord gehört, denn diese Wappenfiguren bestimmen das Wappen der Grafen von Périgord.

### Einwohnerentwicklung
Nach Beginn der Aufzeichnungen stieg die Einwohnerzahl in der ersten Hälfte des 19. Jahrhunderts auf einen Höchststand von rund 750. In der Folgezeit sank die Größe der Gemeinde bei kurzen Erholungsphasen bis 2010 auf rund 170 Einwohner, bevor eine Phase moderatem Wachstums begann.
| Jahr      | 1962 | 1968 | 1975 | 1982 | 1990 | 1999 | 2006 | 2010 | 2022 |
| --------- | ---- | ---- | ---- | ---- | ---- | ---- | ---- | ---- | ---- |
| Einwohner | 295  | 231  | 204  | 206  | 210  | 195  | 177  | 171  | 187  |

## Sehenswürdigkeiten
Die Gemeinde weist 13 Bauwerke auf, die als nationale Kulturgüter gelistet sind.

### PfarrkircheSaint-Saturnin

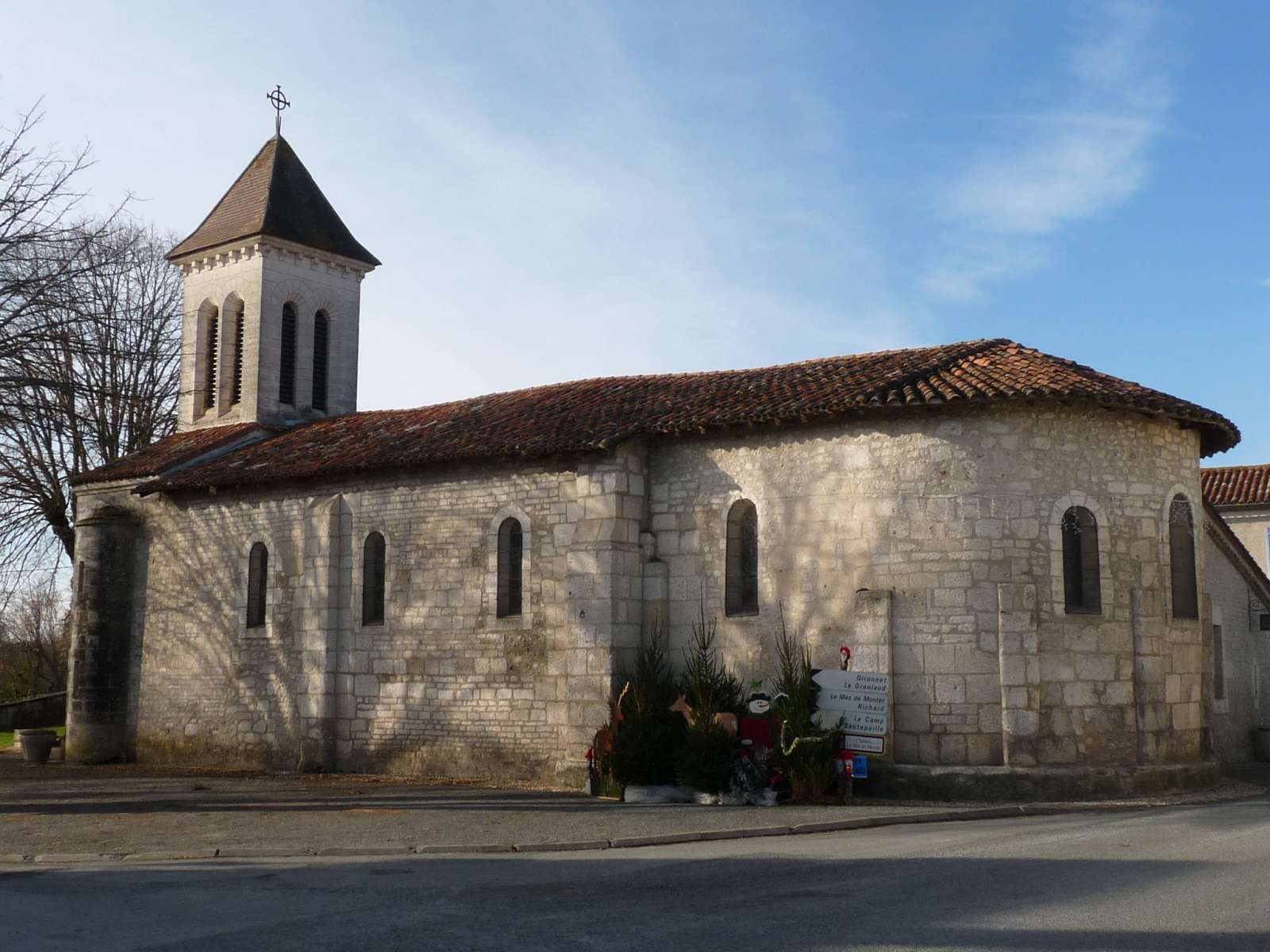
Pfarrkirche Saint-Saturnin

Die dem heiligen Saturninus von Toulouse geweihte Kirche wurde im 11. oder im 12. Jahrhundert errichtet. Es gilt als relativ sicher, dass an derselben Stelle seit dem Ende des ersten oder dem zweiten Jahrhundert der Tempel der gallorömischen Villa gestanden hatte. Die Westgoten, die Aquitanien von 418 bis 507 besetzten, bauen anstelle des Tempels eine Vorgängerkirche. Die für westgotische Kirchen charakteristische hufeisenförmige Form der Apsis unterstreicht diese Annahme. Protestantische Truppen zerstörten den Glockenturm während der Hugenottenkriege, die im Périgord von 1562 bis 1594 dauerten. Die Glocke wurde dabei in den heute zugeschütteten See von Rambaud unweit der Dronne versenkt. Im Jahre 1868 wurde der Glockenturm nach Plänen des Architekten Jules Mandin neu gebaut und das Langhaus restauriert. Am 2. April 1885 wurde die Kirche durch ein Feuer beschädigt. Sie wurde in jüngster Zeit erneut renoviert, und der Glockenturm wurde in einer dem romanischen Stil besser angepassten Architektur erneut errichtet.
Das Langhaus besitzt eine Länge von drei Jochen. Ihm ist ein Vorraum vorangestellt, über dem der Glockenturm emporragt, der mit einem Zeltdach mit Flachziegeln gedeckt ist. Der halbrunde Chor öffnet sich unter den Anfängern eines früheren Schwibbogens. Strebepfeiler, die auf halber Höhe enden, wechseln außen mit den drei Fenstern ab, die das Licht in den Chor einfallen lassen. Im ganzen Gebäude sind die Räume innen mit Täfelung gedeckt.

### Schloss Mas de Montet

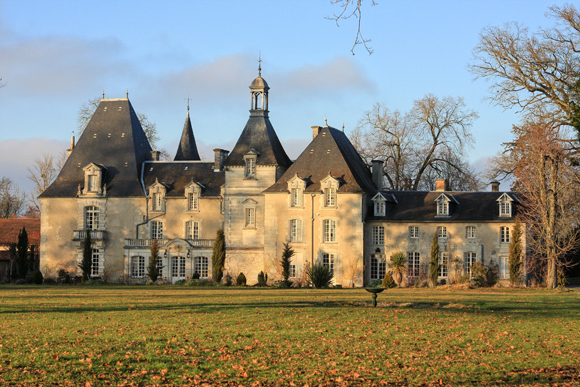
Schloss Mas de Montet

Der Name geht bis in die gallorömische Zeit zurück und stammt vom Wort „Mansion“ ab, der eine Relaisstation bezeichnete. Das Anwesen wurde im 18. Jahrhundert auf Fundamenten eines früheren Gebäudes aus dem 15. und 16. Jahrhundert im Stil der Renaissance errichtet. Die Familie de Malleret, die es errichten ließ, geht zumindest bis zum Jahre 1509 zurück, als Pierre de Malleret, Grundherr von Mas de Montet, Jacquette, Tochter von Jean de Signac, heiratete. Das Schloss gelangte in der Folge in den Besitz der Familie de la Cropte de Chantérac im 18. Jahrhundert und der Lau d’Allemans im 19. Jahrhundert. Im November 1861 erhielt Louisa Mathilde Marie du Lau d’Allemans das Schloss von ihrem Vater. Sie heiratete Pierre Marie Béranger, Marquis von Nattes in Paris. Nachdem sie bis 1912 auf dem Schloss gelebt hatte, kehrte sie nach Paris zurück und starb dort an den Folgen eines Autounfalls. In einer Ecke des Friedhofs von Petit-Bersac ist sie neben ihrem Ehemann bestattet. Ihr Sohn, Pierre Paul Armand Berenger, verkaufte das Schloss an den Bankier und Immobilienmakler Léon Vitrac aus Sarlat-la-Canéda am 17. Februar 1918. Zahlreiche Besitzer folgten. Eine unter ihnen, Emilienne Rolland, bewirtschaftete das Landgut und hatte die Idee. das Schloss in ein Luxushotel zu verwandeln. Der frühere französische Präsident François Mitterrand wohnte oft hier und lud sogar seine Minister zu privaten Treffen ein. 1997 wurde das Schloss wegen Umarbeiten geschlossen und 2005 nach einer vollständigen Renovierung wieder eröffnet. Die neuen Besitzer haben im Jahre 2010 eine erneute Instandsetzung durchgeführt.
Der erste, zweigeschossige Wohntrakt mit rechteckigem Grundriss wurde in der Folge durch zahlreiche Nebengebäude komplettiert, viereckige und rund Türme, seitlicher Pavillon, erhöhte Terrasse. Westlich des Wohngebäudes gruppieren sich landwirtschaftliche Gebäude um einen geschlossenen Innenhof. In nördlicher Richtung befinden sich ein Gewächshaus, eine kleine Orangerie und weitere Bauten für die Landwirtschaft.

### Schloss Lavergne
Der ehemalige Wohnsitz der Familie Bounet wurde südlich des Zentrums von Petit-Bersac in der Mitte des 18. Jahrhunderts möglicherweise auf einem mittelalterlichen Fundament erbaut. Es besteht aus einem Wohntrakt mit rechteckigem Grundriss, an dem sich südlich ein Pavillon anschließt. Ein weiterer Pavillon, der in nördlicher Richtung vorgesehen war, wurde nie errichtet. Der zweigeschossige Wohntrakt ist mit einem Mansarddach gedeckt, im oberen Teil mit Hohlziegeln, im steiler abfallenden Teil mit Flachziegeln. Im östlichen Teil besitzt der Wohntrakt einen Anbau, der mit einem Pultdach mit Hohlziegeln gedeckt ist. Die landwirtschaftlichen Gebäude erstrecken sich westlich und südlich des Wohntrakts und bilden einen abgeschlossenen Innenhof. Das Anwesen ist heute ein Bauernhof und nur von außen zu besichtigen.

### Herrenhaus Nougeyrolles
Der anfängliche Wohntrakt mit viereckigem Grundriss wurde vermutlich am Ende des 15. oder zu Beginn des 16. Jahrhunderts erbaut. Die weiteren Wohngebäude kamen im 17. Jahrhundert hinzu. Das Erdgeschoss des anfänglichen, zweigeschossigen Gebäudes wird durch hohe Fenster beleuchtet, die den Eingang einrahmen. Ein Zeltdach mit Flachziegeln bedeckt diesen Wohnflügel. Weitere Wohneinheiten gruppieren sich um den Grundkörper, vor allem gegen die nordwestliche Fassade und in nordöstlicher Richtung. Diese sind mit Hohlziegeln gedeckt. Das Herrenhaus befindet sich heute in Privatbesitz.

## Wirtschaft und Infrastruktur
Schwerpunkte der Landwirtschaft der Gemeinde sind Viehzucht und der Anbau von Tabak und Mais.
Petit-Bersac liegt in den Zonen AOC der Buttersorten Charentes-Poitou, Charentes und Deux-Sèvres sowie der Noix du Périgord, der Walnüsse des Périgord, und des Nussöls des Périgord.

### Sport und Freizeit
Der Rundweg Boucle de Petit-Bersac besitzt eine Länge von 13,8 km bei einem Höhenunterschied von 60 m. Er führt von Zentrum durch das Gebiet der Gemeinde unter anderem am gallorömischen Museum und am Schloss Mas de Montet vorbei.

### Verkehr
Die Route départementale 20, durchquert Petit-Bersac von West nach Ost und verbindet die Gemeinde im Osten mit der Nachbargemeinde Bourg-du-Bost und im weiteren Verlauf mit Ribérac. Petit-Bersac ist außerdem erreichbar über die Route départementale 20E4, die im Osten von der D 20 bei Bourg-du-Bost abzweigt und im Westen die Dronne überquert.